# Who's Laughing Now
"Who's Laughing Now" é uma canção da cantora e compositora inglesa Jessie J, gravada para o seu álbum de estreia Who You Are. A sua gravação decorreu em 2010, no estúdios Strawberry Bee Studios na Califórnia. Foi enviada para as rádios britânicas a 21 de Agosto de 2011, através da Lava Records.

## Paradas Musicais
| Tabelas musicais (2010-2011)       | Melhor posição |
| ---------------------------------- | -------------- |
| Bulgária - Bulgaria Singles Top 40 | 32             |
| Irlanda - Irish Singles Charts     | 28             |
| Reino Unido - UK Singles Chart     | 16             |